# Profunditerebra poppei
Profunditerebra poppei é uma espécie de gastrópode do gênero Profunditerebra, pertencente a família Terebridae.